# 창안 마쓰다

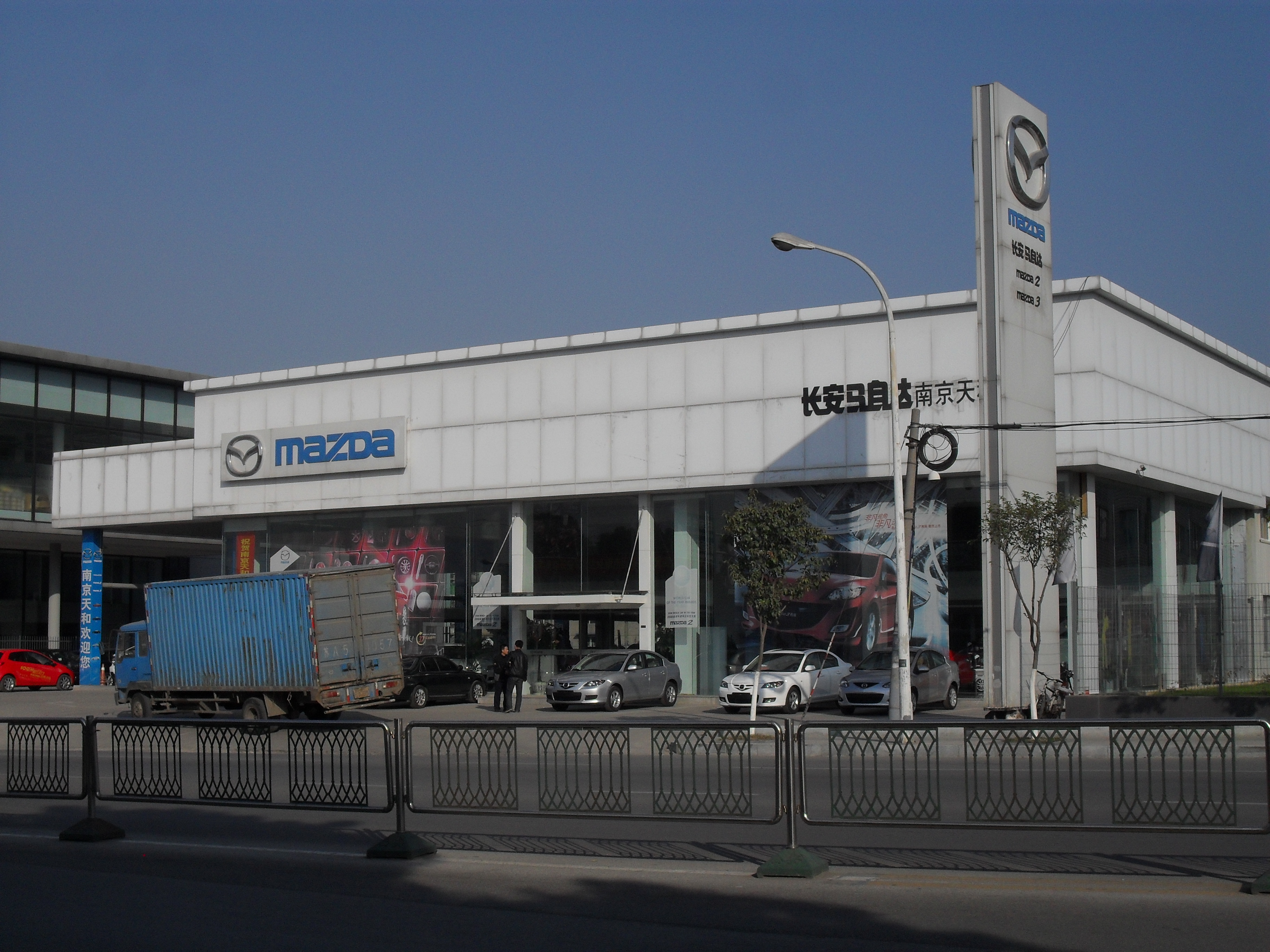
중국 딜러십

창안 마쓰다(영어: Changan Mazda Automobile Co., Ltd., 중국어: 长安马自达汽车有限公司)는 중국 난징시에 본사를 둔 자동차 제조 회사이며 창안 자동차와 마쓰다 간의 50:50 합작 투자 회사이다. 주요 활동은 중국 시장을 위한 마쓰다 브랜드 승용차 제조이다. 회사는 2012년 12월에 창안 포드 마쓰다를 재구성하기로 결정한 후 설립되었으며, 포드 모터 컴퍼니와 마쓰다는 창안 자동차와 별도의 합작 투자로 협력하기로 합의했다.

## 주요 차종
- 마쓰다 3 알렉사
- 마쓰다 CX-5
- 마쓰다 CX-8
- 마쓰다 CX-30

## 갤러리

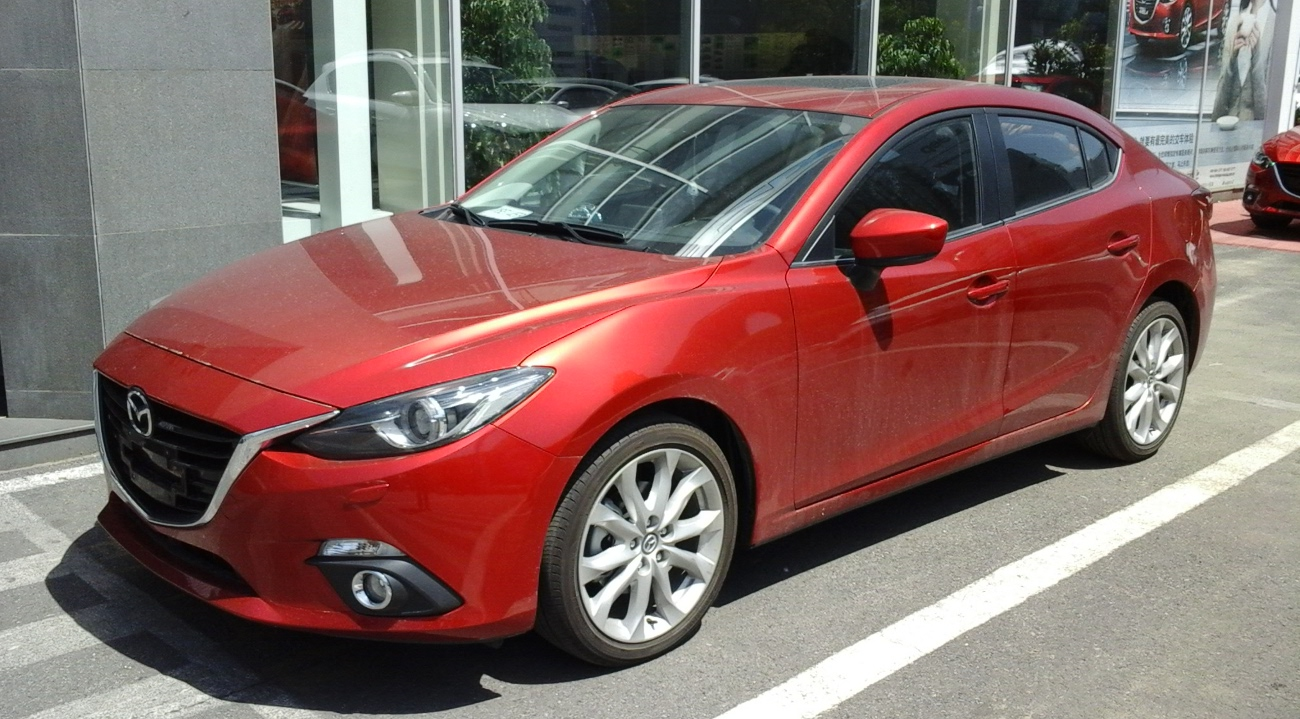
마쓰다 3 알렉사 세단
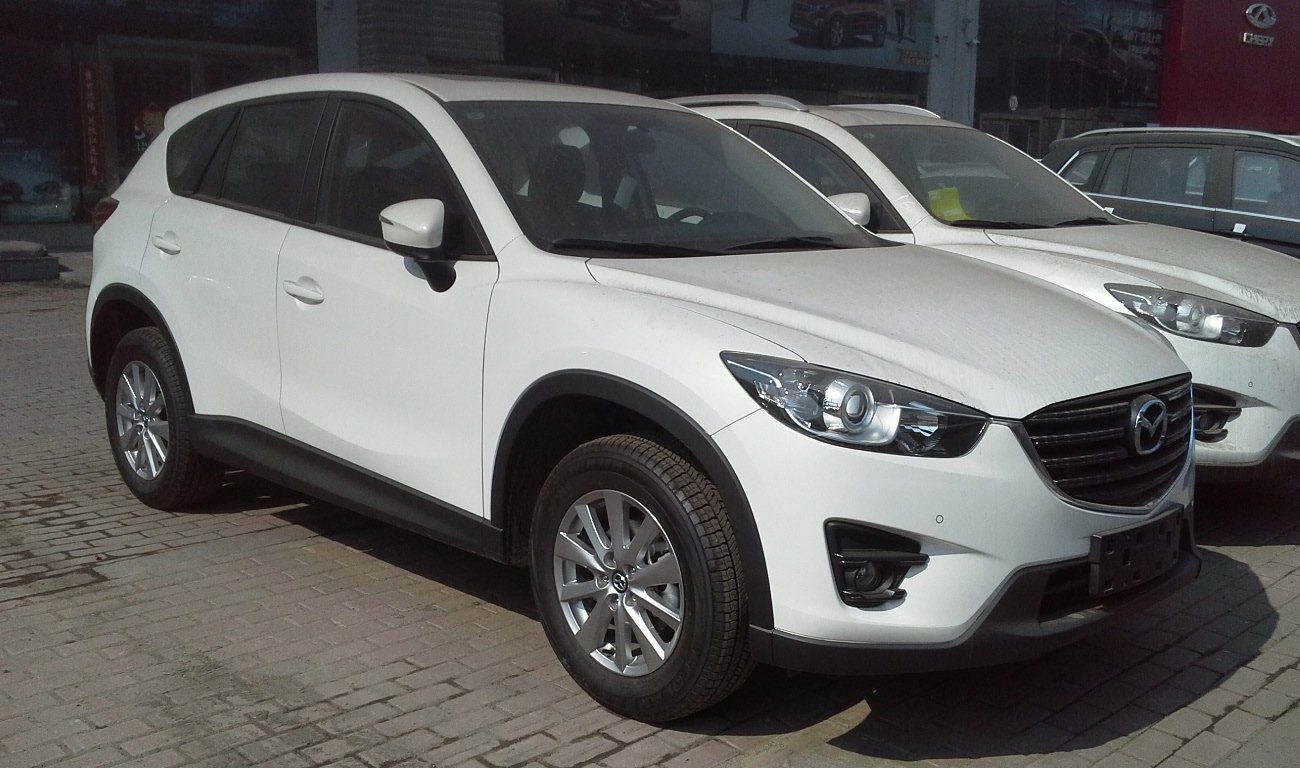
마쓰다 CX-5
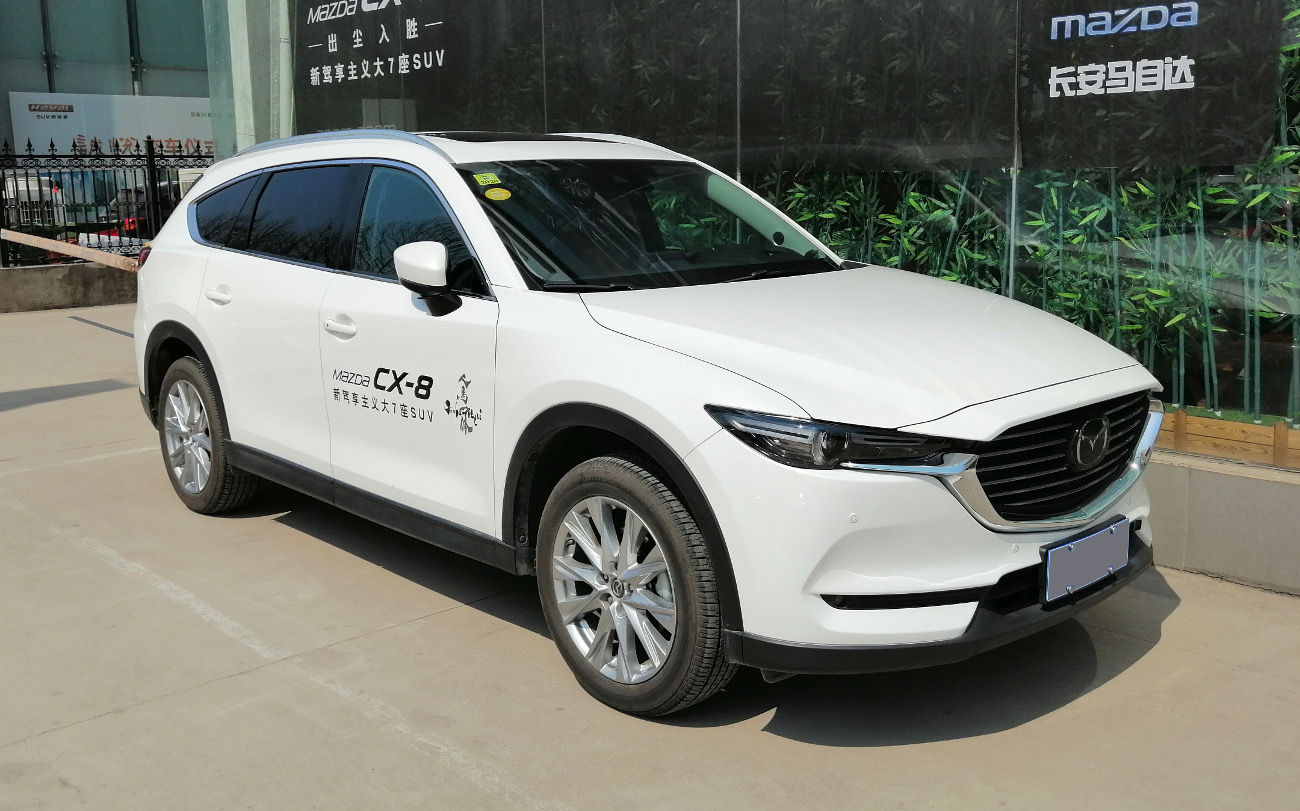
마쓰다 CX-8